# Plaza de toros de Hellín
La plaza de toros de Hellín es un coso taurino ubicado en dicha localidad española, en la provincia de Albacete. Catalogada como de tercera categoría, cuenta con un aforo de 7777 localidades.

## Historia
El coso hellinero fue diseñado por el arquitecto José María Prado Riquelme en el año 1860. Su construcción fue impulsada por un movimiento popular de suscripción de acciones por un importe de 50 pesetas cada una. Quienes quisieron participar, pero no disponían de dinero, pudieron hacerlo aportando jornales de trabajo y materiales útiles para llevar a cabo el desarrollo de la obra.
La plaza tiene forma poligonal de 32 lados, un ruedo de 46 metros de diámetro, una barrera de 1,40 metros de altura y 6 burladeros. Capacidad de 7777 localidades. Dispones de dos pisos. Dos caballerizas, corrales, chiqueros, conserjería, oficinas, enfermería, capilla y taquillas.
Fue inaugurada un 15 de septiembre de 1862, estando anunciados esa tarde en el cartel: Antonio Herrera “Cúchares” y Antonio Sánchez “El Tato”.
Entre los años 1983 y 1987 fue rehabilitada por el ayuntamiento de la ciudad a través de la escuela taller del municipio manchego. El inmueble permite la celebración de todo tipo de espectáculos taurinos así como otra serie de eventos. La plaza de toros es un espacio público que forma parte del alma y el corazón de la ciudadanía en Hellín. En 2012 celebró su 150 aniversario con la celebración de una corrida de toros. Fue el domingo 7 de octubre, compusieron el cartel los matadores de toros Sebastián Castella, Miguel Ángel Perera y Cayetano frente a reses de la ganadería de Las Ramblas.

## Feria taurina
Los festejos taurinos se desarrollan en el marco de las Fiestas en honor a la Virgen del Rosario que se festeja a caballo entre finales del mes de septiembre y comienzos de octubre. En 2018, el diestro albaceteño Diego Carretero se encerró con seis toros de la ganadería de El Ventorrillo.

## Otros usos de la plaza
Finalizada la Guerra Civil, entre el 1 de abril y el 12 de agosto de 1939 fue habilitada como campo de concentración custodiado por el Cuerpo de Ejército de Navarra, llegando a congregar a más de 5000 prisioneros. La enfermería de la plaza se transformó en sala de vistas donde se celebraron consejos de guerra sumarísimos en los que hubo centenares de condenados.